# Chin Haw

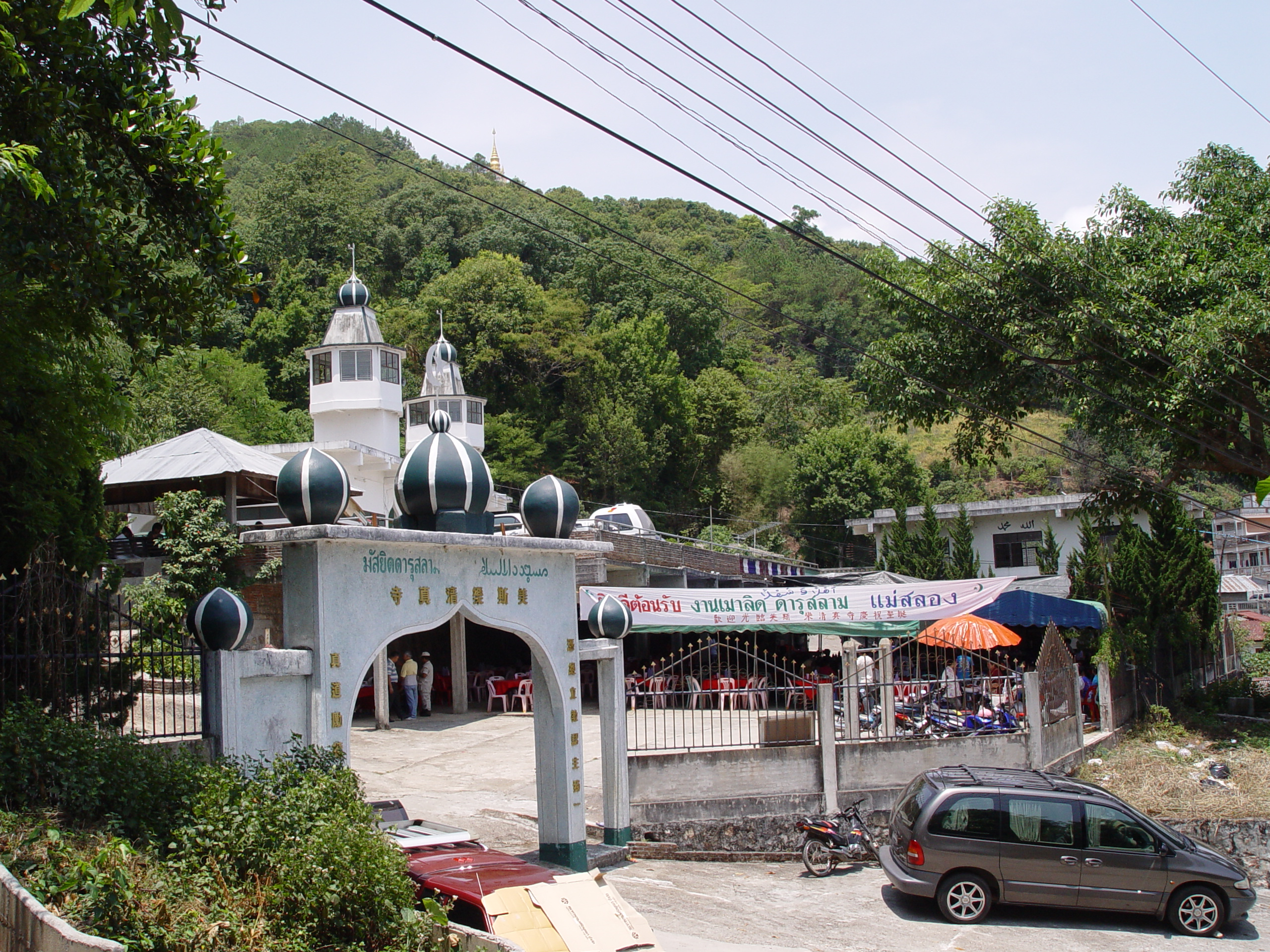
Một nhà thờ Hồi giáo Chin Haw ở Doi Mae Salong, Chiang Rai

Chin Haw, Chin Ho (tiếng Trung: 秦霍; bính âm: Qín huò) hay người Vân Nam ở Thái Lan (tiếng Thái: คนยุนนาน) người Hoa di cư đến Thái Lan thông qua Myanmar hoặc Lào. Hầu hết trong số họ có nguồn gốc từ Vân Nam, tỉnh phía nam của Trung Quốc. Họ nói tiếng Quan Thoại Tây Nam.

## Di cư
Nói chung, Chin Haw có thể được chia thành ba nhóm theo thời gian di cư của họ.
1. Vào thế kỷ 19, nhà Thanh đã phái quân đến trấn áp cuộc nổi loạn ở Vân Nam, được gọi là cuộc nổi loạn Panthay, khiến tới 1.000.000 người thiệt mạng - cả dân thường và binh lính. Trong thời gian này, nhiều người chạy trốn đến bang Shan ở Miến Điện, sau đó đến phía bắc Thái Lan.
2. Các thương nhân Trung Hoa Panthay buôn bán giữa Vân Nam, Myanmar và Lanna từ căn cứ của họ ở Hoa Kỳ. Một số người trong số họ quyết định định cư dọc theo tuyến đường thương mại này.
3. Sau cách mạng Trung Quốc vào năm 1949, Quân đoàn 93, ủng hộ Quốc Dân Đảng Trung Quốc, trốn sang Myanmar và ở phía bắc Thái Lan.

## Tôn giáo
Phần lớn là người Hán và theo tôn giáo dân gian hoặc Phật giáo Trung Quốc. Khoảng một phần ba là Hồi giáo, còn được gọi là người Hồi.

## Hoạt động
Họ đã tham gia buôn bán heroin. Ma Hseuh-fu, đến từ tỉnh Vân Nam, là một trong những trùm ma túy nổi tiếng nhất của Chin Haw, các ngành nghề khác của ông bao gồm buôn bán trà và một chủ khách sạn.
Người Hồi giáo Chin Haw là cùng một nhóm dân tộc với Panthay ở Miến Điện, cũng là hậu duệ của người Hồi từ tỉnh Vân Nam, Trung Quốc.